# Диспенсер для монет

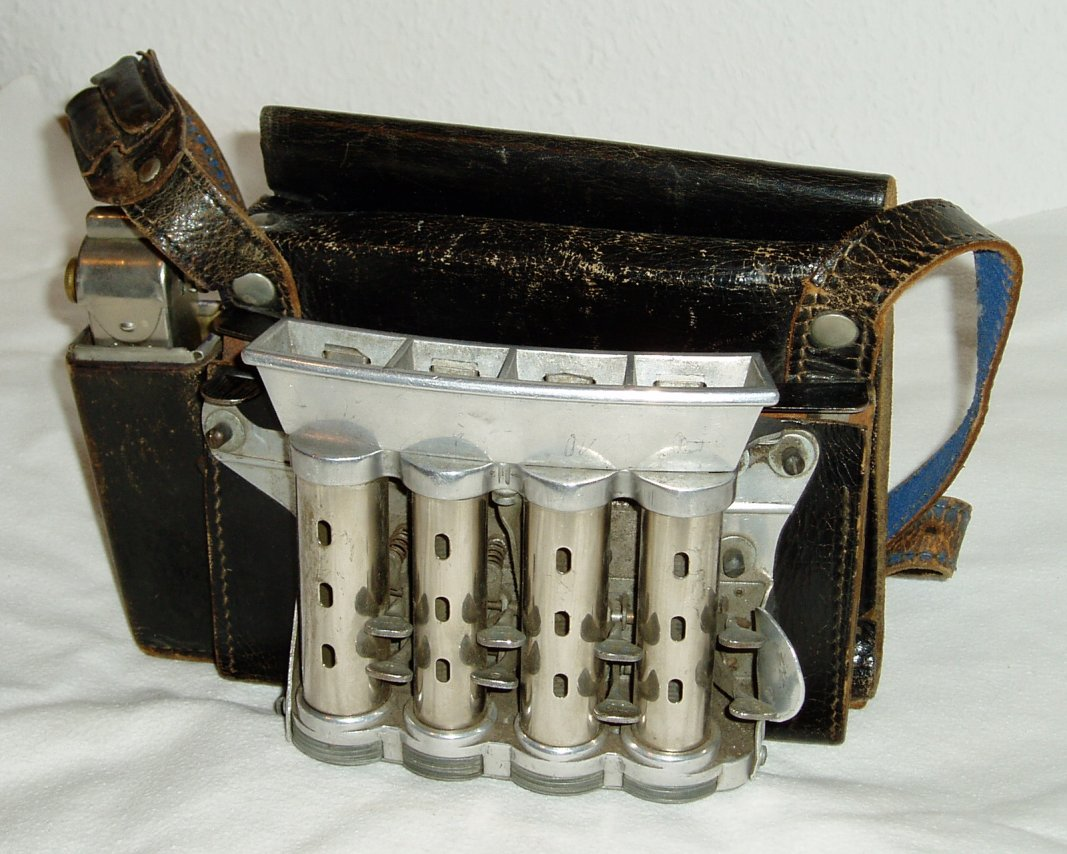
Диспенсер для монет

Диспенсер для монет, разменный автомат или раздатчик монет — устройство, которое меняет или выдает монеты. Было достаточно популярно в середине и конце XX века. Устройство по своей конструкции может принимать различные формы. Одна форма представляет собой переносной монетоприёмник, изобретенный Жаком Л. Галефом, который часто носили на поясе и использовали кондукторы и представители других профессий для ручного сбора платы за проезд. Он выдает одну монету при нажатии рычага.
Другим типом является стационарный монетоприёмник, который выдает сразу несколько монет, для внесения сдачи в местах для устройств с купюроприёмником, таких как игровые автоматы, зал для игры в пинбол или цифровой игровой автомат. Обычно он монтировался в укомплектованной кабинке или прилавке.
Третий тип, иногда называемый «раздатчиком сдачи» или «автоматическим кассиром», имеет набор из 100 или более кнопок, которые выдают точное количество сдачи. Обычно их можно было найти в кассах банков, а иногда и в торговых точках. Устройство для выдачи сдачи этого типа также может работать электромеханически под управлением кассового аппарата, автоматически выдавая правильную сдачу за покупку покупателя.